# Личный секретарь (фильм)
«Личный секретарь» (итал. La segretaria privata) — итальянский комедийный фильм 1931 года, снятый режиссёром Гоффредо Алессандрини. В основе фильма лежит одноимённая оперетта венгерского драматурга Иштвана Бекаффи, по которой в 1931 году поставили сразу четыре фильма в разных странах. Существуют также английская, немецкая и французская экранизации, итальянская версия является адаптацией немецкой. «Личный секретарь» вышел на экраны всего через год после первого итальянского звукового фильма, «Песнь о любви», и считается первым итальянским мюзиклом. Для режиссёра Гоффредо Алессандрини картина стала полноценным дебютом в игровом кино, исполнительница главной роли Эльза Мерлини также была дебютанткой.
Сюжет «Личного секретаря» довольно типичный для фильмов начала эры звукового кино, осовремененная история Золушки, в которой бедная работающая девушка вдруг получает шанс провести остаток своих дней с богатым красавцем-принцем. Образ главной героини — находчивой и независимой девушки со своими принципами — был весьма распространён в то время в голливудских фильмах.

## Сюжет
Молодая провинциалка Эльза Лоренци приезжает в большой город, чтобы устроиться работать машинисткой. Поселившись в пансионе для незамужних женщин, она устраивается в крупный банк и заводит хорошие отношения с сослуживцами. Однако вскоре Эльза сталкивается с враждебным отношением со стороны начальника отдела кадров, который взял её на работу с целью склонить к интимной близости. Задержавшись однажды допоздна на рабочем месте, Эльза знакомится с Роберто Берри, директором банка, которого принимает за рядового служащего. Они идут на свидание, но дальнейшие ухаживания своего кавалера Эльза отвергает, заявляя, что хочет выйти замуж за кого-то более успешного. Непростые отношения Эльзы и Роберто проходят через череду сложностей и недопонимания, но заканчивается всё хорошо.

## В ролях
- Эльза Мерлини — Эльза Лоренци
- Нино Бесоцци — Роберто Берри
- Серджио Тофано — Отелло
- Чезаре Дзоппетти — Росси
- Умберто Сакрипанте